# Anta (província)
Anta é uma província do Peru localizada na região de Cusco. Sua capital é a cidade de Anta.

## Distritos da província
- Ancahuasi
- Anta
- Cachimayo
- Chinchaypujio
- Huarocondo
- Limatambo
- Mollepata
- Pucyura
- Zurite